# Ballymena Rugby Football Club
Maillots
Dernière mise à jour : 25 février 2023.
Ballymena RFC est un club irlandais de rugby à XV basé dans la ville de Ballymena, en Irlande du Nord qui évolue dans la division "2A" du championnat irlandais. Le club est affilié à la fédération de l’Ulster et ses joueurs peuvent être sélectionnés pour l’équipe représentative de la région, Ulster Rugby. 

## Histoire
Ballymena prend vraiment son essor après l'indépendance irlandaise en 1922 quand il décide d’engager des équipes dans les championnats régionaux. Cette date est d’ailleurs parfois retenue pour la fondation du club. Il est accepté comme club majeur en 1952 et remporte son premier grand titre, la Coupe d’Ulster en 1963. Il devient l’un des plus grands clubs de la région, remportant 12 fois cette coupe et 13 fois le championnat.
Le club remporte son premier titre national en 2003, après une victoire en finale face au Clontarf FC.

## Palmarès
- Vainqueur du Championnat d'Irlande en 2003
- Vainqueur du Championnat d'Ulster (Ulster Senior League) en 1973, 1976, 1978, 1979, 1986, 1989, 1990, 1997, 1998, 2001, 2002, 2005 et 2006
- Finaliste Championnat d'Ulster en 1987
- Vainqueur de la Coupe d'Ulster (Ulster Senior Cup) en 1963, 1970, 1975, 1977, 1989, 1990, 1991, 1996, 1997, 2003, 2004 et 2005
- Finaliste de la Coupe d'Ulster en 1957, 1958, 1961, 1972, 1978 et 1993

## Joueurs célèbres
29 joueurs de Ballymena ont porté le maillot de l’équipe d’Irlande et 4 celui des Lions britanniques
| - Jonathan Bell - Isaac Boss - Ian Dick - Jimmy Dick - Joey Gaston - Robin Gregg - Gordon Hamilton - David Humphreys - Gary Longwell - Philip Rainey | - Derek McAleese - Willie-John McBride - Barton McCallan - Matt McCullough - Wallace McMaster - Ian McIlrath - Syd Millar - Jonathan Moffett - Dion O'Cuinneagain - Trevor Ringland | - Brian Robinson - Paul Shields - Steve Smith - Harry Steele - James Topping - Andrew Trimble - David Tweed - Paddy Wallace - Bryan Young |